# Поспешный (пароход, 1837)
«Поспешный» — колёсный пароход Балтийского флота Российской империи.

## Описание парохода
Колёсный пароход. Длина судна между перпендикулярами составляла 33,2, ширина — 6,3 метра, а осадка — 3,6 метра. На пароходе была установлена паровая машина мощностью 60 номинальных л. с.

## История службы
Пароход был заложен в Главном адмиралтействе в Санкт-Петербурге 24 марта (5 апреля) 1836 года и после спуска на воду 6 (18) октября 1837 года вошёл в состав Балтийского флота России. Строительство вёл корабельный мастер Гринвальд.
В 1849 году пароход подвергся тимберовке на Галерном острове.
12 (24) ноября 1863 года пароход «Поспешный» был исключён из списков судов Балтийского флота.